# Beauty and Rust
Beauty and Rust è un album live di Lou Reed, ex membro dei The Velvet Underground. L'album è stato pubblicato nel 1992. Tutte le tracce sono state scritte e arrangiate da Lou Reed.

## Tracce
1. Romeo and Juliet
2. The Sword of Damocles
3. Walk on the Wild Side
4. Warrior King
5. Rock & Roll
6. The Power and Glory
7. Magic and Loss
8. Nobody but You
9. Images
10. Strawman
11. Dirty Blvd
12. I'm Waiting for the Man
13. Vicious